# Grybów
Grybów é um município da Polônia, na voivodia da Pequena Polônia e no condado de Nowy Sącz. Estende-se por uma área de 16,95 km², com 6 066 habitantes, segundo os censos de 2016, com uma densidade de 357,9 hab/km².